# Claudio Garella
Pour les articles homonymes, voir Garella.
Claudio Garella, né le 16 mai 1955 à Turin et mort 12 aout 2022 dans la même ville, est un footballeur, entraineur et dirigeant sportif italien, qui a évolué au poste de gardien de but.

## Biographie

### Joueur
Il fait ses débuts en Serie A lors du championnat 1972-1973 avec le maillot du Torino (match contre le Lanerossi Vicenza ) Suivent deux saisons avec Casale en Serie D et Serie C avec un but marqué sur penalty.
Après un an a Novara, il a été enregistré par la Lazio avec laquelle il est resté pendant deux ans. La première comme remplaçant, derrière Felice Pulici, et la seconde comme titulaire, avec 29 apparitions. Après deux performances médiocres contre Lens en coupe d'Europe et contre Vicence en championnat, Garella a été moqué par les supporters des Biancoceleste, qui lui ont donné le surnom de Canard. Il a ensuite été vendu à la Sampdoria en Serie B, où il a joué pendant trois saisons, avec 113 apparitions et 97 buts encaissés.
Après son expérience sous la Lanterna, il s'engage avec l'Hellas Vérone, entraîné par Osvaldo Bagnoli, avec qui il participe à la conquête historique du Scudetto lors de la saison 1984-1985. Garella sera décisif dans plusieurs matchs, notamment lors du AS Rome - Vérone le 21 octobre 1984, où il a gardé sa cage inviolée avec une série d'interventions décisives.
À l'été 1985, il s'engage au Napoli, qui construit une équipe autour de Diego Armando Maradona pour remporter le championnat. La première année, le club finit sa saison à la troisième place. La saison suivante, Garella garde ses cages inviolés 15 matchs sur 29, permettant à Naples de remporter le premier Scudetto de son histoire. La même année, Naples remporte la Coupe d'Italie 1986-1987.
L'année suivante, il fait ses débuts en Coupe d'Europe à Madrid, face au Real.
En championnat, il est un titulaire indiscutable, et termine la saison sans encaisser de buts en 14 matches sur 29. Le championnat échappe cependant au Napoli, qui avait pourtant été premier du début jusqu’à trois journées de la fin.
Après une "mutinerie", jamais bien clarifiée, qui l'a vu se placer du côté de Moreno Ferrario, Salvatore Bagni et Bruno Giordano contre l'entraîneur Ottavio Bianchi, il a été vendu à l'Udinese en Serie B.
Bien qu'il ait joué dans certaines des meilleures équipes d'Italie, il n'a jamais été appelé en équipe nationale, à cause de la concurrence de gardiens du calibre de Dino Zoff, Ivano Bordon, Giovanni Galli, Franco Tancredi, Walter Zenga, Stefano Tacconi...
Il a pris sa retraite après la saison 1990-1991, joué en Serie B avec le maillot d'Avellino, après 2 apparitions et 2 buts concédés , en raison d'une grave blessure subie à l'automne 1990.
Au cours de sa carrière, il a totalisé 245 apparitions en Serie A, et 218 en Serie B.

### Entraîneur
Il entraîne d'abord l'USD Barracuda, une équipe de septième division, à Turin. En 2011, il a occupé le poste d' entraîneur des gardiens de Pergocrema. Au cours de la saison 2012-2013, il est devenu l'entraîneur de l'équipe de jeunes du Cit Turin Le 26 septembre 2013, il prend la relève comme entraîneur de l'équipe première des Barracuda.

### Dirigeant
Il a été directeur sportif de l'équipe amateure de Pecetto Torinese, dans la province de Turin, évoluant en sixième division, puis au Canavese, équipe de Serie D.   En 2015, il était directeur de Barracuda.

## Vie privée
Il était marié à Laura, avec qui il a eu deux filles, Claudia (1975) et Chantal (1985).
Il meurt le 12 août 2022 à l'âge de 67 ans, dans un hôpital de Turin, de complications cardiovasculaires consécutives à une chirurgie cardiaque.